# Bhardev
Bhardev es un pueblo ubicado en el distrito de Lalitpur, Nepal.

## Superficie
Cuenta con una superficie de 7,8 kilómetros cuadrados.

## Demografía
Datos hasta 2015
- Población: 2539 habitantes.[1]
- Densidad de población: 324,2 habitantes por kilómetro cuadrado.[1]
- Población masculina: 1194 (47%).[1]
- Población femenina: 1345 (53%).[1]